# (17484) Ganghofer
(17484) Ganghofer (1991 RY4) – planetoida z pasa głównego asteroid okrążająca Słońce w ciągu 4,44 lat w średniej odległości 2,7 j.a. Odkryta 13 września 1991 roku.